# Tandy Graphics Adapter
 (février 2025).
Si vous disposez d'ouvrages ou d'articles de référence ou si vous connaissez des sites web de qualité traitant du thème abordé ici, merci de compléter l'article en donnant les références utiles à sa vérifiabilité et en les liant à la section « Notes et références ».

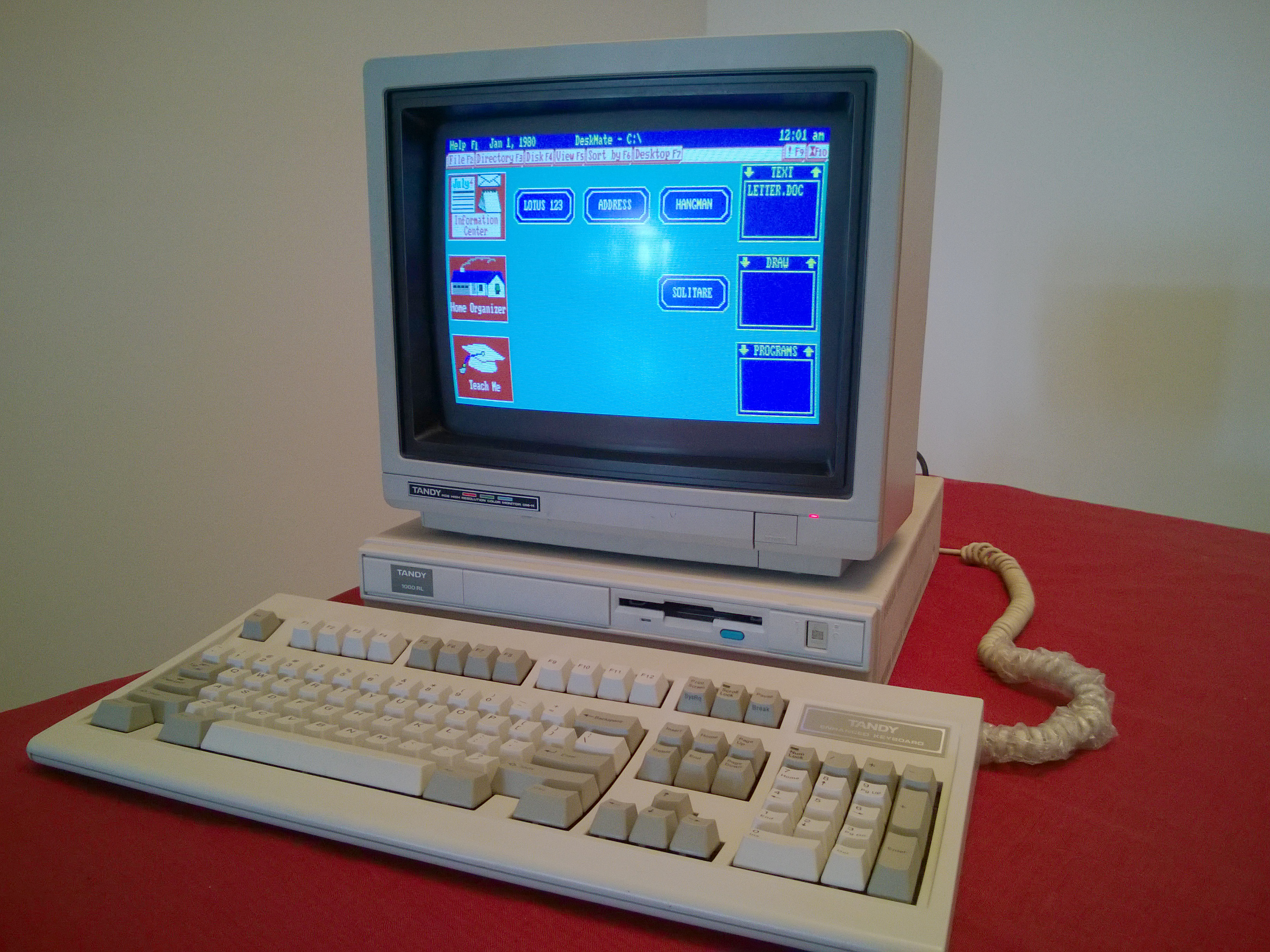
Un ordinateur Tandy.

Tandy Graphics Adapter, désigne à la fois les cartes graphiques des Tandy 1000 et les modes graphiques spécifiques aux cartes graphiques des Tandy 1000 (spécialement le 320×200 en 16 couleurs), qui sont une amélioration des modes CGA (4 couleurs maximum) et sont en fait compatibles avec ceux de l'IBM PC Junior.
Ces modes graphiques (mieux connus sous l’appellation Compatible Tandy ou Tandy 16 couleurs) étaient utilisés par de très nombreux jeux des années 80[réf. souhaitée] (avant l'arrivée du VGA et du MCGA et son mode 320×200 en 256 couleurs) et sont reconnus par l'émulateur DosBox.